# Азариа, Хэнк
Ге́нри А́льберт Аза́риа (англ. Henry Albert Azaria; род. 25 апреля 1964, Куинс, Нью-Йорк, США) — американский актёр, комик и продюсер. Наиболее известен по озвучиванию ряда персонажей в мультсериале «Симпсоны» (1989—настоящее время).

## Биография
Хэнк Азариа родился 25 апреля 1964 года в районе Форест Хиллс в Куинсе, Нью-Йорк. Родители Хэнка — ладиноговорящие евреи (ладино — язык сефардских евреев, основанный на испанском), эмигрировавшие из Греции в Америку и жившие в Нью-Йорке в районе Квинс. Изучал театральное мастерство в университете Тафтса, а также в Американской Академии драматических искусств.

## Карьера

### Кино и телевидение
Исполнил небольшие роли в таких телесериалах, как «Без ума от тебя» (должен был появиться всего на несколько минут, но сыграл своего персонажа — человека, выгуливающего собаку, так хорошо, что превратился в постоянного героя), «Голова Германа», «Принц из Беверли-Хиллз». В ситкоме «Друзья» он сыграл второстепенного персонажа ученого-ядерщика Дэвида, встречающегося с Фиби. Также сыграл в фильме «Смурфики» злобного колдуна Гаргамеля.

### Озвучивание
Наиболее известен по своей работе над мультсериалом «Симпсоны»: в этом шоу он озвучил более 160 персонажей, включая таких популярных героев, как Карл Карлсон, Апу Нахасапимапетилон, Мо Сизлак, Клэнси Виггам, профессор Фринк и Ник Ривьера. Как утверждает сам актёр, основой для озвучивания Мо послужил голос Аль Пачино (день рождения которого тоже 25 апреля). Офицера полиции Лу он старался сделать похожим на голос Сильвестра Сталлоне, шефа Виггама — на Эдварда Робинсона, Апу — на Хрунди В. Бакши, персонажа Питера Селлерса из фильма «Вечеринка», а доктора Ника — на Рики Рикардо, персонажа телесериала «Я люблю Люси». Продавец Комиксов и Змей Джейлбёрд основаны на голосах его соседей по комнате в колледже. Профессор Фринк основан на персонаже Джерри Льюиса из фильма «Чокнутый профессор» 1963 года.
За озвучивание «Симпсонов» он получил четыре премии «Эмми», три за лучшее озвучивание и одну за лучшее озвучивание персонажа: в 1998 году за роль Апу Нахасапимапетилона, в 2001 году за эпизод Worst Episode Ever, в 2003 году — за Moe Baby Blues и в 2015 году — за The Princess Guide.
В другом детище Мэтта Грейнинга, мультсериале «Футурама», озвучил Гарольда Зойда, дядю доктора Зойдберга.
Из других работ в анимации также стоит отметить роль эпизодического персонажа — разносчика пиццы в серии Dirty Pranking No. 2 мультсериала «Сумасшедшие за стеклом, или Мультреалити», а также роли Эдди Брока в мультсериале «Человек-паук» 1994 года и Бартока в мультфильме «Анастасия».
В начале 2020 года Азария объявил, что он перестаёт озвучивать Апу, главным образом из-за стереотипности и предвзятости образа этого персонажа.

### Работа в театре
Летом 2003 года играл с Мэтью Перри и Минни Драйвер в пьесе Дэвида Мэмета «Сексуальное извращение в Чикаго», поставленной Лондонским театром комедии.
Исполнил роль Ланселота и нескольких других персонажей в мюзикле «Спамалот» режиссёра Майка Николса, сценической версии фильма «Монти Пайтон и Священный Грааль» (премьера мюзикла состоялась в Чикаго в декабре 2004 года). В 2005 году он был номинирован на премию «Тони» в категории «Лучший актёр мюзикла» за эту работу.
В 2007 году исполнил главную роль в пьесе «Изобретение Фарнсворта» писателя Аарона Соркина.

## Личная жизнь
В 1994 году Азариа начал встречаться с актрисой Хелен Хант. Они поженились 17 июля 1997 года в их доме в Южной Калифорнии на традиционной еврейской церемонии. Они развелись в 2000 году.
В 2007 году Азариа начал встречаться с актрисой Кэти Райт; они позже поженились. У них есть сын Хэл (род. 2009).

## Избранная фильмография
| Год       |    | Русское название          | Оригинальное название                                         | Роль                                  |
| --------- | -- | ------------------------- | ------------------------------------------------------------- | ------------------------------------- |
| 1989—2022 | мс | Симпсоны                  | The Simpsons                                                  | разные персонажи                      |
| 1990      | ф  | Красотка                  | Pretty Woman                                                  | детектив                              |
| 1991—1994 | с  | Голова Германа            | Herman’s Head                                                 | Джей Николс                           |
| 1994      | ф  | Телевикторина             | Quiz Show                                                     | Альберт Фридман                       |
| 1994—2003 | с  | Друзья                    | Friends                                                       | Дэвид                                 |
| 1995      | ф  | Схватка                   | Heat                                                          | Алан Марчиано                         |
| 1995—1999 | с  | Без ума от тебя           | Mad About You                                                 | Нет Остертаг                          |
| 1996      | ф  | Клетка для пташек         | The Birdcage                                                  | Агадор Спартак                        |
| 1997      | ф  | Убийство в Гросс-Пойнте   | Grosse Pointe Blank                                           | Стивен Ларднер                        |
| 1998      | ф  | Большие надежды           | Great Expectations                                            | Уолтер Плейн                          |
| 1998      | ф  | Годзилла                  | Godzilla                                                      | Виктор Палотти                        |
| 1998      | ф  | Знаменитость              | Celebrity                                                     | Дэвид                                 |
| 1999      | ф  | Колыбель будет качаться   | Cradle Will Rock                                              | Марк Блитцстайн                       |
| 1999      | ф  | Таинственные люди         | Mystery Men                                                   | Голубой Раджа                         |
| 1999      | ф  | Тайна Аляски              | Mystery, Alaska                                               | Чарльз Деннер                         |
| 2001      | ф  | Любимцы Америки           | America’s Sweethearts                                         | Гектор                                |
| 2001      | тф | Восстание                 | Uprising                                                      | Мордехай Анелевич                     |
| 2003      | ф  | Афера Стивена Гласса      | Shattered Glass                                               | Майкл Келли                           |
| 2004      | ф  | А вот и Полли             | Along Came Polly                                              | Клод                                  |
| 2004      | ф  | Вышибалы                  | Dodgeball: A True Underdog Story                              | молодой Патчес О’Хулихен              |
| 2004      | ф  | Безумные похороны         | Eulogy                                                        | Дэниел Коллинз                        |
| 2007      | мф | Симпсоны в кино           | The Simpsons Movie                                            | разные персонажи                      |
| 2007      | ф  | Беги, толстяк, беги       | Run Fatboy Run                                                | Уит                                   |
| 2009      | ф  | Ночь в музее 2            | Night at the Museum: Battle of the Smithsonian                | Камунра / Мыслитель / Авраам Линкольн |
| 2010      | ф  | Любовь и другие лекарства | Love and Other Drugs                                          | доктор Стэн Найт                      |
| 2011      | ф  | Смурфики                  | The Smurfs                                                    | Гаргамель                             |
| 2011      | мф | Делай ноги 2              | Happy Feet Two                                                | ту́пик Великий Свен                    |
| 2013      | ф  | Лавлэйс                   | Lovelace                                                      | Джерри Дамиано                        |
| 2013      | ф  | Смурфики 2                | The Smurfs 2                                                  | Гаргамель                             |
| 2013—2019 | мс | Гриффины                  | Family Guy                                                    | разные персонажи                      |
| 2014—2016 | с  | Рэй Донован               | Ray Donovan                                                   | Эд Кокрен                             |
| 2016      | ф  | Стратегия Оппенгеймера    | Norman: The Moderate Rise and Tragic Fall of a New York Fixer | Сруль Кац                             |
| 2017—2020 | с  | Брокмайр                  | Brockmire                                                     | Джим Брокмайр                         |
| 2018      | с  | Маньяк                    | Maniac                                                        | Хэнк Лендсберг                        |
| 2022      | ф  | Идеальное алиби           | Out of the Blue                                               | Джок                                  |